# Kate Pierson
Catherine Elizabeth Pierson, ameriška vokalistka, * 27. april 1948, Weehawken, New Jersey.
Piersonova je v svoji karieri pogosto tudi igrala na različne inštrumente (klaviature, kitara, combo orgle, bas kitara). Znana je predvsem kot eden glavnih vokalov ter ustanovna članica skupine The B-52s.
Poleg njenega delovanja v skupini The B-52s, kjer je nastopala ob Cindy Wilson, Fredu Schneiderju in Keithu Stricklandu, je pogosto sodelovala tudi z drugimi znanimi glasbeniki:
- The Ramones: v zgodnjih 80. v pesmi »Chop Suey«, s Cindy Wilson in z Debbie Harry.
- Fred Schneider: na njegovem prvem solo albumu iz 1984, in sicer v pesmih »Monster«, »Summer in Hell«, »I'm Gonna Haunt You« in »Boonga (The New Jersey Caveman)«.
- Iggy Pop: v uspešnici iz 1990 (28. mesto v ZDA, med prvih 10 na Nizozemskem in v Avstraliji; medtem ko se je album uvrstil med prvih 20 LP-jev[3]) »Candy«.
- R.E.M.: v pesmih »Shiny Happy People« in »Me in Honey« na albumu Out of Time, kakor tudi v »Fretless« na soundtracku filma Until the End of the World iz 1991.
- Matthew Sweet: na albumu Earth (1993).
- Junior Senior: v pesmi »Take My Time« z albuma iz 2005 Hey Hey My My Yo Yo (s Cindy Wilson).
- Peter Jöback: duet v pesmi »Sing« (album »East Side Stories« - 2009).
- David Byrne in Fatboy Slim: v pesmi »The Whole Man« (album »Here Lies Love« 2010).
- Kate je pela v tudi pesmih na albumu z neobjavljenimi pesmimi Johna Lennona in Paula McCartneya From a Window: Lost Songs of Lennon and McCartney, in sicer: »I'm in Love,« »Step Inside, Love,« »Love of the Loved,« in »Nobody I Know«
- Bila je članica japonske skupine NiNa z Yuki Isoya.